# Škofljica vasútállomás
A Škofljica vasútállomás Szlovénia egyik vasútállomása, amely Škofljca közelében található. A Dolenjska cesta 470–án található.
Az állomáson a Ljubljana–Metlika és a Ljubljana–Kočevje útvonalon közlekedő vonatok haladnak át.
A vasútállomáson három vágány és két peron található.

## Szomszédos állomások
A vasútállomáshoz az alábbi állomások vannak a legközelebb: 

## Lásd még
- Szlovénia vasútállomásainak és megállóinak listája